# Arpa di Giorgio
L'Arpa di Giorgio (Harpa Georgii in latino) è una costellazione obsoleta introdotta nel 1789 dall'astronomo ungherese Maximilian Hell, direttore dell'osservatorio di Vienna, per onorare re Giorgio III d'Inghilterra, protettore di William Herschel, lo scopritore del pianeta Urano. Il nome originale con cui venne descritta fu Salterio di Giorgio (Psalterium Georgianum; il salterio era un antico tipo di arpa). Fu Johann Elert Bode, nella sua Uranographia del 1801, a cambiare il nome in Harpa Georgii, ma la costellazione fu ben presto abbandonata.

## Posizione
L'Arpa di Giorgio era situata ai piedi del Toro, ai confini con Eridano e la Balena.